# Тургау
Турга́у (нім. Thurgau; фр. Thurgovie; італ. Turgovia; ромш. Turgovia) — німецькомовний кантон на північному сході Швейцарії. Адміністративний центр — місто Фрауенфельд.